# فيا جرا
فيا جرا (بالأوكرانية: ВІА Гра) و (بالإنجليزية: Nu Virgos)‏ فرقة موسيقية أوكرانية، الاسم يوحي لعقار الفياجرا، لكنه اسمًا مركبًا من جزئين الأول (بالأوكرانية: ВІА) تلفظ (فيا) وهو مختصر لثلاث كلمات باللغة الأوكرانية (بالأوكرانية: Вокально-інструментальний ансамбль) بمعنى (فرقة الآلات الصوتية) والجزء الثاني (بالأوكرانية: Гра) تلفظ (جرا أو هرا) بمعنى لعب.

## تأسيس الفرقة
فرقة البوب النسائية الأوكرانية، تشكلت في عام 2000 في كييف. تعتبر المجموعة أحد المشاريع الموسيقية باللغة الروسية في العقد الأول من القرن الحادي والعشرين. سجلت المجموعة 5 ألبومات استوديو: حصل 3 منها على وضع الاسطوانة الذهبية في روسيا شهادة مبيعات الموسيقى المسجلة، وحصل ألبوم إنجليزي على وضع الأسطوانة البلاتينية في تايلاند وذهبية في بعض الدول الآسيوية الأخرى؛ أصدرت أكثر من 30 أغنية منفردة. VIA Gra حائزة على العديد من الجوائز الموسيقية، مثل (Golden Disc و Golden Gramophone و Muz-TV Award)

### الخلاف حول اسم الفرقة
في عام 2003، صدر للفرفة ألبوم إنجليزي لأول مرة تحت اسم (V.I.A. Gra) وبسببه رُفعت دعوى قضائية من مصنعي الدواء فياجرا، لذلك استخدمت شركة سوني للترفيه الموسيقي (Sony Music) اسمًا مستعارًا للفرقة هو Nu Virgos للتخلص من النزاع القانوني.

## روابط خارجية
- فيا جرا على موقع ميوزك برينز (الإنجليزية)
- فيا جرا على موقع أول ميوزيك (الإنجليزية)
- فيا جرا على موقع أول ميوزيك (الإنجليزية)
- فيا جرا على موقع ديسكوغز (الإنجليزية)
- فيا جرا على موقع كينوبويسك (الروسية)